# Hermann Fol

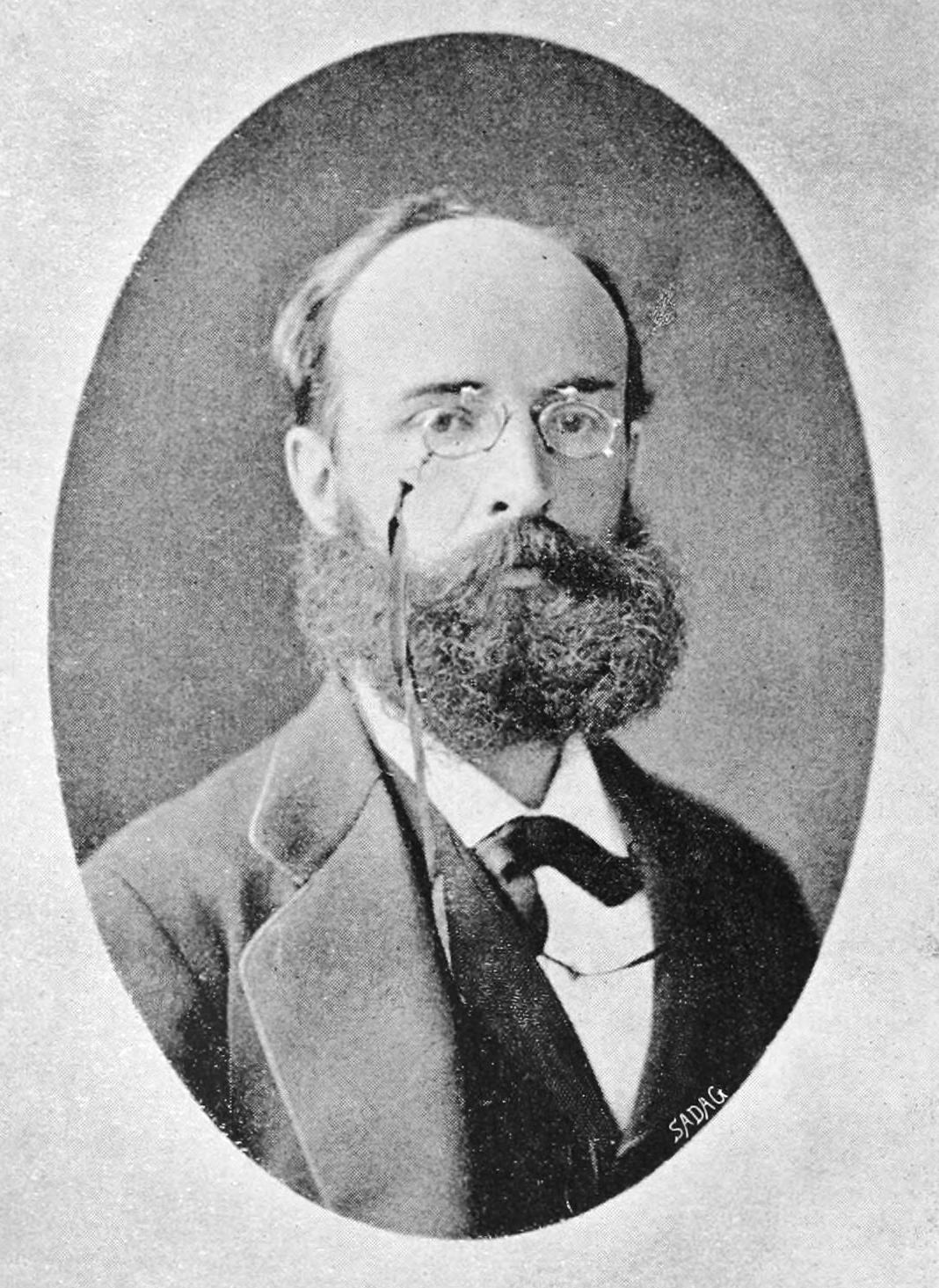
Hermann Fol

Hermann Fol (* 23. Juli 1845 in Saint-Mandé; † nach dem 13. März 1892) war ein Schweizer Zoologe und gilt als ein Vater der modernen Zytologie.

## Leben
Hermann Fol wuchs in Genf auf. Seine Eltern waren Marianne Straub und der Bankier Etienne-Joseph Fol. Hermann hatte einen Bruder, Walther Fol, der später als Kunstsammler bekannt wurde. Nachdem seine Eltern früh gestorben waren, war Hermann Fol ab dem Alter von zehn Jahren Zögling des Zoologen René-Edouard Claparède in Genf.
Er studierte Medizin und Zoologie an der Universität Jena bei Gegenbauer und Ernst Haeckel, Félix de Lacaze-Duthiers war sein Mentor. In den Jahren 1866/67 begleitete er Haeckel auf eine wissenschaftliche Reise nach West- und Nordafrika und auf die Kanarischen Inseln. 1867 setzte er sein Medizinstudium in Heidelberg fort und ergänzte es in Zürich und Berlin. Nach einem Zerwürfnis mit Haeckel interessierte er sich in seiner Forschung weiter für die Meeresbiologie und erwarb 1869 seinen Doktor mit der Arbeit Ein Beitrag zur Anatomie und Entwicklungsgeschichte einiger Rippenquallen (1869).
1873 heiratete er Emma-Barthélémine Bourrit. Das Paar hatte mehrere Kinder, darunter die Malakologin Alice Pruvot-Fol. 1878 wurde er zum Titularprofessor für vergleichende Embryologie und Teratologie an der Universität Genf ernannt. 1886 gab er seinen Posten an der Universität Genf nach einem Zerwürfnis mit Carl Vogt auf. Im Jahr 1891 wurde er zum Mitglied der Leopoldina gewählt. Er war Ritter der Ehrenlegion.
Im Jahr 1891 wurde ihm von der französischen Regierung die Leitung einer Expedition an die tunesische Küste übertragen, um die Verbreitung von Schwämmen zu untersuchen. Die Zweimann-Crew auf der Yacht Aster legte am 13. März 1892 ab. Das Schiff und seine Besatzung gilt als verschollen.

## Wirken
Hermann Fol stammte aus einer wohlhabenden Familie, weshalb er über beträchtliche eigene finanzielle Mittel für seine Forschung verfügte – anders als viele seiner Kollegen. So setzte er in den 1870er Jahren in Messina sein eigenes meeresbiologisches Forschungslabor auf, welches er 1878 nach Villefranche-sur-Mer umzog. In den in den Jahren 1878–1882 entstand daraus, auf Anregung von Carl Vogt, die Meereszoologische Station Laboratoire des Hautes Etudes, die er zusammen mit Jules Barrois (1852–1943) von der Universität Lille leitete.
1879 beobachtete Hermann Fol als Erster die Befruchtung einer Eizelle durch ein Spermium.

## Veröffentlichungen
- Études sur les Appendiculaires du Détroit de Messine; Genf, Ramboz et Schuchardt, 1872.
- Die erste Entwickelung des Geryonideneies; Jena Zeitschr. 7. 471–492. pl. 24, 25. 1873
- Études sur le développement des mollusques. Premier mémoire : Sur le développement des ptéropodes; Paris, France : Centre National de la recherche scientifique, 1875?
- Note sur l'origine première des produits sexuels; Paris, Arch. sci. phys. nat. 1875. 53. 104–111
- Études sur le développment des mollusques. [Premier mémoire. Sur le développement des ptéropodes]; Paris, C. Reinwald, 1875
- Études sur le développement des mollusques. 1-3, 1875-1880; Archives de zool. exper. 4. 1875. 1–214. pl. 1–10; 5. 1876. 1–54. pl. 1–4; 8. 1880. 103–232. pl. 9–18
- Ueber die Schleimdrüse oder den Endostyl der Tunicaten; Morphol. Jahrb. 1876. 1. 222–242. pl. 7.
- Ein neues Compressorium; Morphol. Jahrbuch. 2. 1876. 440–444
- Sopra i fenomeni intimi della fecondazione degli echinodermi; Transunti R. Accad. Lincei, Rom, 1. 1877. 181–183
- Sur quelques fécondations anormales chez l'étoile de mer; Compter rendus Acad. sci. Paris. 84. 1877. 659–661
- Sur les phénomènes intimes de la division cellulaire;  Paris, Comp. rend. Acad. sci. 1876. 83. 667–669
- Sur les phénomènes intimes de la fécondation; Comptes rendus Acad. sci. Paris. 84. 268–271. 1877
- Sur le premier développement d'une étoile de mer [Asterias glacialis]; Comptes rendus Acad. sci. Paris. 84. 1877. 357–360
- Sur les premiers phénomènes de développement des echinodermes. Asterias glacialis; Rev. scient. de la France et de l'étranger. (2), xiii, 300. 1877
- Recherches sur la fécondation et le commencement de l'hénogénie chez divers animaux; Genf, 1879
- Contribution à la connaissance de la famille Tintinnodea; Genf,  Bureau des archives, 1881
- Sur le Sticholonche Zanclea et un nouvel ordre de Rhizopodes; Genf, Georg, 1882
- Sur la production artificielle de l'inversion viscérale, ou heterotaxie chez des embryons de poulet; Comptes rendus Acad. sci. Paris. 1883 (mit Édouard Sarrazin)
- Sur l'anatomie d'un embryon humain de la quatrième semaine; Comptes-rendus Acad. sci. Paris. 97. 1883. 1563–1566
- Sur l'origine de l'individualité chez les animaux supérieurs; Comptes-rendus Acad. sci. Paris. 97. 1883. 497–499
- Sur l'origine des cellules du follicule et de l'ovule chez les ascidies et chez d'autres animaux; Comptes rendus Acad. sci. Paris. 96. 1883. 1591–1594
- Sur la profondeur à laquelle la lumière du jour penètre dans les eaux de la mer; Paris, 1884
- Sur la pénétration de la lumière du jour dans les eaux du lac de Genève; Paris, 1884 (mit Sarrazin)
- Sur un appareil photographique destiné à prendre des poses d'animaux en mouvement; Archives des sciences physiques et naturelles ([de la] Bibliothèque universelle) Troisième période, t(ome) 11. 11. (No. 5.15) Mai 1884
- Nouvelle méthode pour le transvasage de bouillons stérilisés et le dosage des germes vivants contenus dans l'eau; Genf, 1884
- Recueil zoologique Suisse; Genf, Georg, 1884
- Sur l'effet d'un repos prolongé et sur celui d'un filtrage par la porcelaine sur la pureté de l'eau; Genf, 1885 (mit Pierre Louis Dunant)
- Les microbes : résumé de deux conférences données à l'aula de l'Université de Genève en janvier 1885; Genf, Georg, 1885
- Les microbes; Genf, Georg, 1885
- Sur la queue de l'embryon humain; Paris, 1885
- Deux laboratoires zoologiques sur le littoral méditerranéen de la France; Genf, 1884
- Beiträge zur histologischen Technik; : Zeitschrift f. Wissensch. Zoologie. 38. 1884. 491–495
- Recherches sur le nombre des germes vivants que renferment quelques eaux de Genève et des environs;  Mémoires de la Société de physique et d'histoire naturelle de Genève, Tome 29, No. 3. Genève 1884 (mit Pierre-Louis Dunant)
- Zoologie générale : Leçons données à l'Université de Genève pendant le semester d'hiver 1882-83; Genf, H. Georg, 1884
- Les Microbes : Résumé de deux Conférences données à l'Autor l'Université de Genève en Janvier 1885 (avec 5 Planches hors texte); Genf, 1885
- Genève et son université; Genf, Imprimerie Charles Schuchardt, 1886
- Zoologie et physiologie;  Arch. des sci. phys. et nat. (3). 16. 327-Oct. 1886
- Sur la pénétration de la lumière dans la profondeur de la mer à diverses heures du jour; Paris, 1886 (mit Édouard Sarasin)
- Lehrbuch der vergleichenden mikroskopischen Anatomie Lfg.1. Die mikroskopisch-anatomische Technik; Leipzig Engelmann 1884
- Lehrbuch der vergleichenden mikroskopischen Anatomie, mit Einschluss der vergleichenden Histologie und Histogenie; Leipzig, Wilhelm Engelmann, 1884
- [Letter of resignation]; Genf, 1886
- Pénétration de la lumière du jour dans les eaux du lac de Genève et dans celles de la Méditerranée;  Mémoires de la Société de physique et d'histoire naturelle de Genève, Tome 29, No. 13. Genève 1887
- Réponse à quelques objections formulées contre mes idées sur la pénétration du zoosperme; Paris, 1887
- Sur le commencement de l'hénogénie chez divers animaux; Arch. sci. phys. et naturelles. Geneve. 58. 439–472. 1877
- Le quadrille des centres : un épisode nouveau dans l'histoire de la fécondation : (extrait); Genf, Impr. Aubert-Schuchardt, 1891
- La lumière dans l'interieur de la mer;  Neptunia. 1. 277–279; 1891
- Lehrbuch der vergleichenden mikroskopischen Anatomie Lfg.2. Die Zelle; Leipzig Engelmann 1896
- Recherches sur la fécondation et le commencement de l'hénogénie chez divers animaux; Genf, 1897
- Die Zelle; Leipzig, Engelmann, 1896